# Menétru-le-Vignoble
Menétru-le-Vignoble ist eine französische Gemeinde mit 164 Einwohnern (Stand 1. Januar 2022) im Département Jura in der Region Bourgogne-Franche-Comté. Sie gehört zum Arrondissement Lons-le-Saunier und zum Kanton Poligny.
Die Gemeinde grenzt im Norden an Frontenay, im Süden und im Osten an Château-Chalon sowie im Westen an Domblans.

## Bevölkerungsentwicklung
| Jahr                       | 1962 | 1968 | 1975 | 1982 | 1990 | 1999 | 2008 | 2017 |
| Einwohner                  | 173  | 151  | 127  | 125  | 138  | 138  | 156  | 159  |
| Quellen: Cassini und INSEE |      |      |      |      |      |      |      |      |

## Sehenswürdigkeiten
- Burg von Menétru-le-Vignoble, erbaut im 15. und im 16. Jahrhundert – Monument historique[1]
- Dorfkirche aus dem 18. Jahrhundert

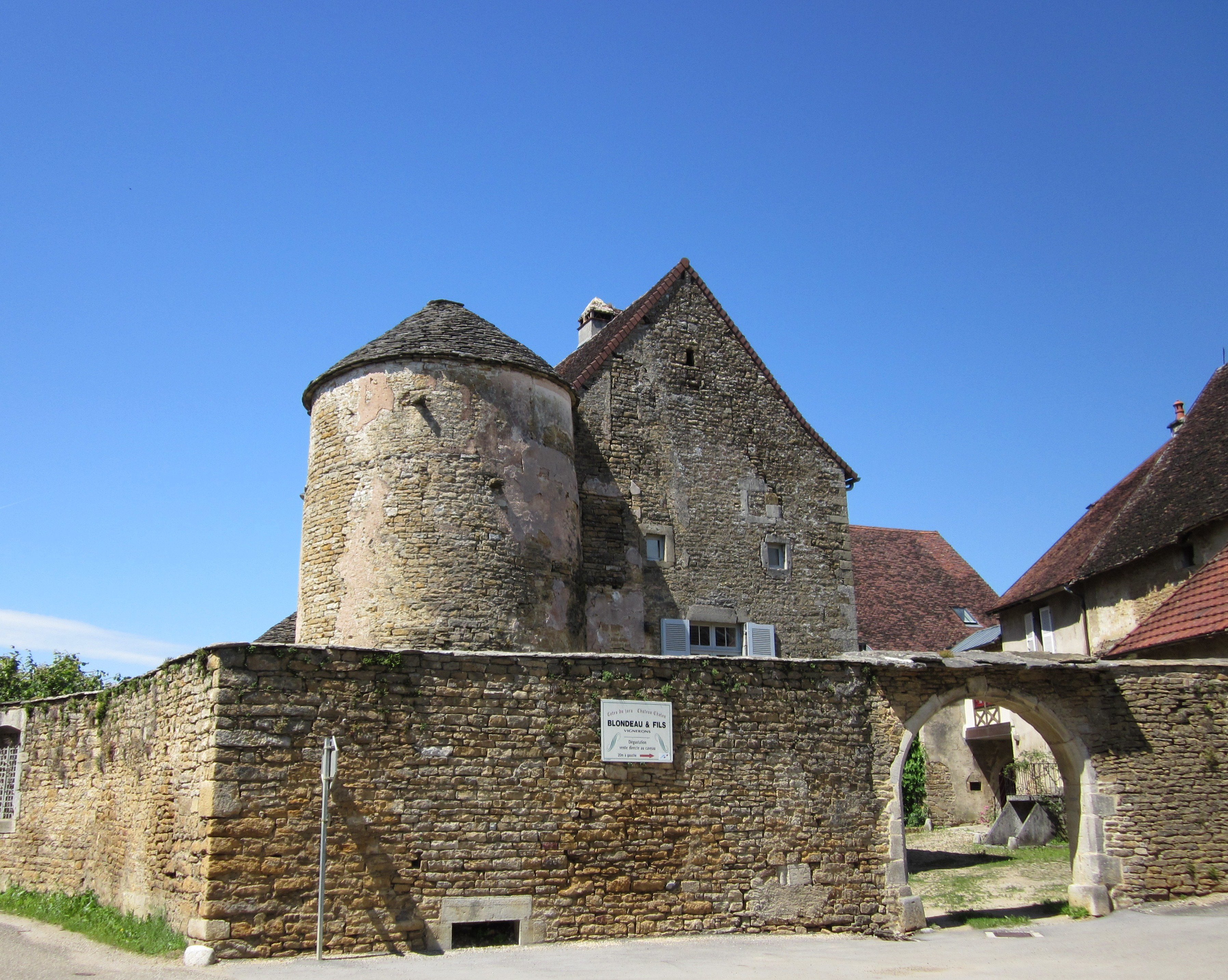
Burg von Menétru-le-Vignoble
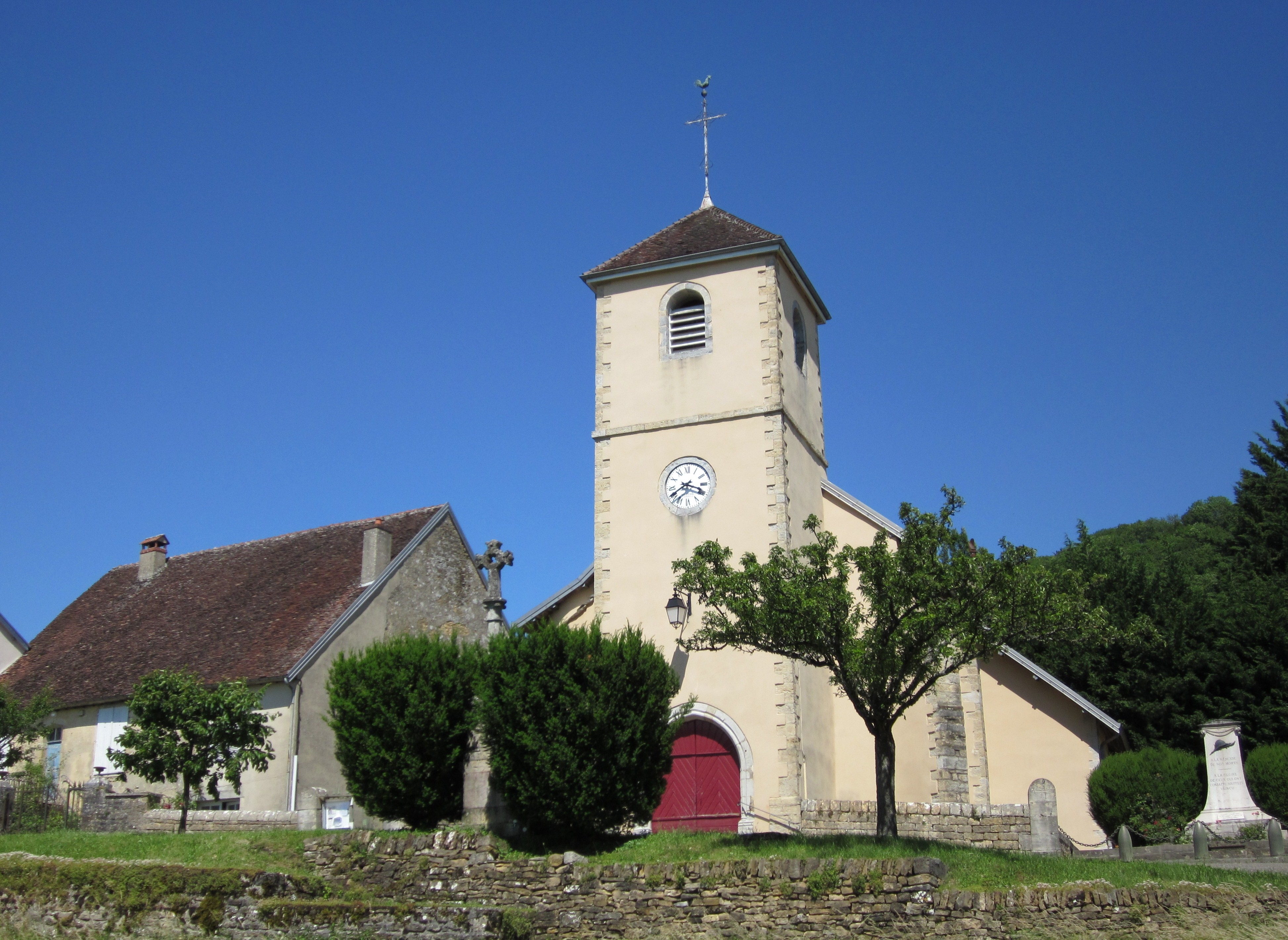
Kirche Saint-Symphorien

## Wirtschaft
Ein Teil der Rebfläche in Menétru-le-Vignoble gehört zum Weinbaugebiet Côtes du Jura.